# Лурд (Верхняя Гаронна)
Лурд (фр. Lourde, окс. Lorda) — коммуна во Франции, находится в регионе Юг — Пиренеи. Департамент — Верхняя Гаронна. Входит в состав кантона Барбазан. Округ коммуны — Сен-Годенс.
Код INSEE коммуны — 31306.

## География

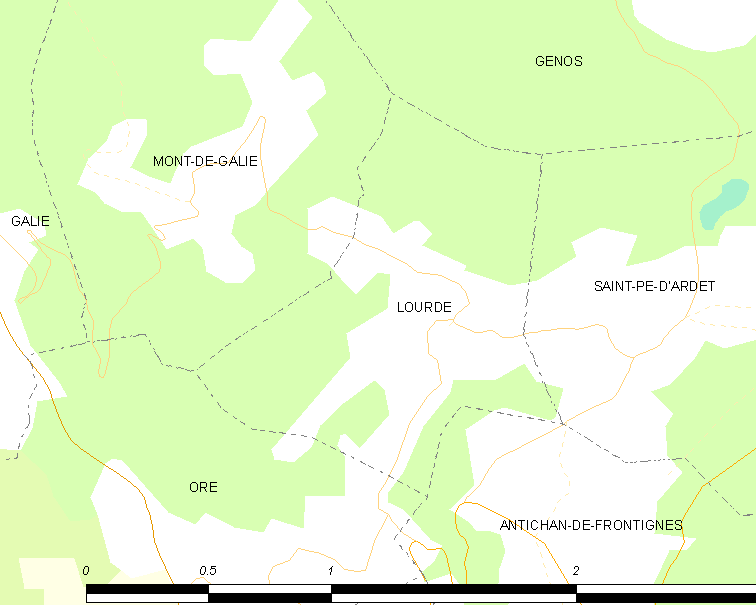
Карта коммуны

Коммуна расположена приблизительно в 670 км к югу от Парижа, в 95 км к юго-западу от Тулузы.

## Климат
Климат умеренно-океанический. Зима мягкая и снежная, весна характеризуется сильными дождями и грозами, лето сухое и жаркое, осень солнечная. Преобладают сильные юго-восточные и северо-западные ветры.

## Население
Население коммуны на 2010 год составляло 98 человек.
| 1962 | 1968 | 1975 | 1982 | 1990 | 1999 | 2010 |
| ---- | ---- | ---- | ---- | ---- | ---- | ---- |
| 97   | 87   | 85   | 74   | 62   | 88   | 98   |

## Администрация
| Период | Период | Фамилия        | Партия | Примечания |
| ------ | ------ | -------------- | ------ | ---------- |
| 2001   | 2008   | Даниэль Дюбрей |        |            |
| 2008   | 2014   | Робер Амблар   |        |            |
| 2014   | 2020   | Серж Мари      |        |            |

## Экономика
В 2010 году среди 47 человек трудоспособного возраста (15—64 лет) 32 были экономически активными, 15 — неактивными (показатель активности — 68,1 %, в 1999 году было 65,0 %). Из 32 активных жителей работали 28 человек (14 мужчин и 14 женщин), безработных было 4 (4 мужчины и 0 женщин). Среди 15 неактивных 1 человек был учеником или студентом, 12 — пенсионерами, 2 были неактивными по другим причинам.